# Zacatzontli

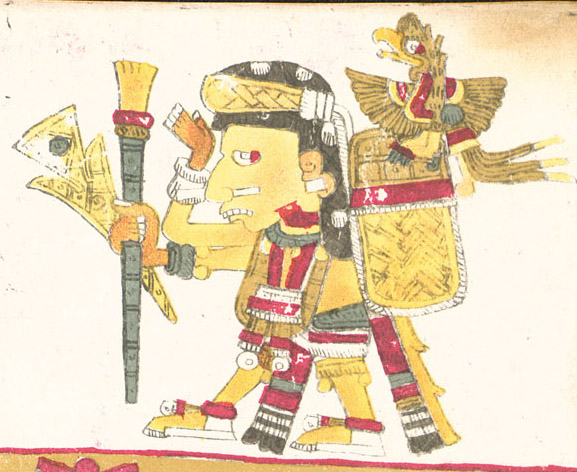
Zacatzontli descrito en el Códice Borgia, lleva un ave como representación del día.

Zacatzontli (del náhuatl: zacatzontli ‘cabellos de zacate’‘zacatl, zacate; zontli, cabellos’) en la mitología mexica es el dios protector del camino diurno, entre sus hermanos se encuentran Tlacotzontli y Yacatecuhtli. Zacatzontli protegía a los que iban de viaje durante las horas diurnas.